# Рончильйоне
Рончильйоне (італ. Ronciglione) — муніципалітет в Італії, у регіоні Лаціо,  провінція Вітербо.
Рончильйоне розташоване на відстані близько 45 км на північний захід від Рима, 26 км на південь від Вітербо.
Населення — 8741 особа (2014).

## Демографія
Населення за роками:

Станом на 1 січня 2023 року в муніципалітеті офіційно проживало 990 іноземців з 65 країн, серед них 464 громадяни країн Євросоюзу та 36 громадян України.

## Сусідні муніципалітети
- Капраніка
- Капрарола
- Непі
- Сутрі
- Ветралла
- Вітербо